# آناکتوووک پس (آلاسکا)
آناکتوووک پس (به انگلیسی: Anaktuvuk Pass) شهری در بخش نورث اسلوپ ایالت آلاسکا است که جمعیت آن در سرشماری سال ۲۰۰۰ میلادی ۲۸۲ نفر بوده‌است.